# Gaidropsarus vulgaris
Gaidropsarus vulgaris е вид лъчеперка от семейство Lotidae. Видът не е застрашен от изчезване.

## Разпространение
Разпространен е в Албания, Алжир, Белгия, Босна и Херцеговина, Великобритания, Германия, Гибралтар, Гърнси, Гърция (Егейски острови и Крит), Дания, Джърси, Ирландия, Исландия, Испания (Балеарски острови и Северно Африкански територии на Испания), Италия (Сардиния и Сицилия), Малта, Мароко, Монако, Нидерландия, Норвегия, Португалия, Словения, Тунис, Турция, Франция (Корсика), Хърватия, Черна гора и Швеция.